# 한충 (조선)
한충(韓忠, 1486년 ~ 1521년)은 조선 중기의 문신이다. 자는 서경(恕卿), 호는 송재(松齋), 시호는 문정(文貞), 본관은 청주이다. 주부(主簿) 한창유의 아들이다.

## 생애
1513년 별시문과(別試文科)에 장원으로 급제하여 전적(典籍)을 거쳐 정언(正言) · 이조정랑(吏曹正郞) · 응교(應敎)를 지냈다. 1518년 주청사(奏請使)로 명나라에 가게 된 남곤의 서장관(書狀官)이 되어 함께 동행했으나, 남곤과 의견 대립을 하게 되었다.
1519년 전한(典翰)이 되었으며, 이후 직제학(直提學) · 동부승지(同副承旨) · 좌승지(左承旨)를 지냈다. 하지만 그 뒤 남곤에 의해 충청도 수군절도사로 전임되었으며, 1520년 기묘사화가 일어나자 이에 휘말려 거제도로 유배당했다. 1521년 신사무옥 때 남곤의 흉계로 의금부에 투옥되었으며, 중종에 의해 풀려나게 되었으나, 남곤의 자객들에 의해 암살되었다.